# Республиканская социалистическая партия
Республиканская социалистическая партия (фр. Parti républicain-socialiste) — французская политическая партия времён Третьей республики, существовавшая в различных формах с 1911 по 1934 год. Была основана «независимыми социалистами», отказавшимися вступать в единую социалистическую партию, Французскую секцию рабочего Интернационала (СФИО).
Республиканская социалистическая партия, стоявшая между СФИО и Радикальной социалистической партией, была реформистской (следовательно, немарксистской) социалистической партией, выступавшей за примирение капитала и труда. Один из её основателей, Рене Вивиани, был первым в политической истории Франции министром труда.
Однако партия не смогла преодолеть двойного противоречия:
- идеологическое противоречие в политическом контексте, где разногласия были очень резкими;
- организационное противоречие в невозможности примирения между стремлением к сильному структурированию, как у СФИО, и столь же сильным стремлением к самостоятельности со стороны членов парламентской группы (в традиции независимых социалистов).

В результате партия раскололась и в 1934 году окончательно прекратила своё существование.
В 1945 году журналист Александр Варенн, адвокат Анри Торрес и политик Жак де Шаммар предприняли попытку возродить партию в рамках коалиции Объединения левых республиканцев, но безуспешно.

## Идеологические основы
Идеологию республиканцев-социалистов можно резюмировать следующим текстом 1924 года: «Республиканская социалистическая партия решительно реформистская. Наша партия считает, что реформы можно рассматривать только как шаги в обществе, которое находится и будет находиться в постоянном преобразовании».
Большинство членов партии также, как и почти все левые активисты того времени, были резко антиклерикальными.

## История

### Предыстория
В 1905 году во Франции была предпринята амбициозная попытка создания единой социалистической партии в соответствии с резолюцией прошедшего в 1904 году Амстердамского конгресса Рабочего интернационала. Французская социалистическая партия и более радикальная Социалистическая партия Франции объединились в партию под названием Французская секция Рабочего интернационала (СФИО). В то же время многие социалисты, и в особенности парламентарии, по разным причинам не присоединились к новой организации.
Одной из причин появления так называемых «независимых социалистов», то есть отказавшихся вступать в единую социалистическую партию, стали идейные разногласия между умеренными и реформистско настроенными социалистами и новой партией, с самого начала оказавшейся под сильным влиянием ортодоксальных и радикальных марксистов, таких как Жюль Гед, а также революционных и антиреформистских идей. Среди дургих причин были отказ СФИО участвовать в работе «буржуазных» правительств, что не устраивало реформистов, нацеленных на сотрудничество центристскими силами, а также, довольно строгая дисциплина по парламентским нормам того времени, требовавшаяся от депутатов избранных от СФИО выполнения решений партийного руководства.
В ходе выборов 1906 года было избрано 20 депутатов от «независимых социалистов» и 54 от СФИО. Среди парламентариев из числа «независимых социалистов» выделялись три фигуры: экс-мэр Лиона Виктор Оганьер, Александр Мильеран и Аристид Бриан, к которым в 1907 году присоединился Рене Вивиани.
В 1907 году несколько «независимых социалистов» попытались создать свою партию, назвав её Французская социалистическая. Но результат оказался слабым: не нашлось настоящего лидера, к новой партии не присоединились ведущие деятели «независимых социалистов», к тому же партия оказалась слишкой малочисленной (16 депутатов и от 1000 до 2000 активистов).

### 1911—1914: новая партия
В 1910 году депутатами были избраны 24 «независимых социалиста» и в том же году была образована парламентская группа «республиканцев-социалистов». В своей Декларации новая группа изложила свои принципы: республиканцы-социалисты однозначно выбрали путь социалистических реформ, провозгласив себя социалистами, республиканцами и реформистами.
Затем группа учредила ежедневную газету La Bataille, которую редактировали девять депутатов. Газетой руководил богатый парижский адвокат Шарль Бриан. 28 марта 1911 года в газете была опубликована передовая статья «Наша программа. Республиканцы-социалисты», которая вплоть до 1926 года оставалась главным программным документом партии.
Наконец, 9 и 10 июля 1911 года 13 депутатов парламента и 300 делегатов, представляющих 6000 активистов, основали Республиканскую социалистическую партию.

### 1914—1923: раскол
Однако единство новой партии продлилось недолго. Вскоре внутренняя оппозиция начинает возникать по каждому важному вопросу. Вначале парламентская группа республиканцев-социалистов разделилась по кандидатуре Раймона Пуанкаре на пост президента республики в 1913 году. Затем группа раскололась по вопросу о методе голосования на сторонников и противников пропорционального представительства. Наконец в том же 1913 году произошёл ещё один раскол, теперь из-за продления военной службы с двух до трёх лет.
В целом в партии формируются две фракции: Аристида Бриана, которого поддержали Александр Мильеран, Анатоль де Монзи и Адольф Ландри, и Виктора Оганьера, на стороне которого выступили Жозеф Поль-Бонкур, Морис Виоллет и Поль Пенлеве.
В ноябре 1913 года национальный конгресс, состоявшийся в Гренобле, привёл к расколу. Морис Виоллет, Жорж Этьен, Поль Пенлеве и Анри Кутан предприняли попытку создать свою Республиканскую социалистическую партию, надеясь, что она сможет стать стержнем единого блока левых сил, который объединит республиканцев-социалистов, СФИО и радикал-социалистов. Раскол привёл к заметному ослаблению республиканцев-социалистов. Всё же партия смогла принять участие в очередных выборах и даже расширить своё представительство до 26 депутатов. Но её это не спасло и в конце 1914 года исчезли обе Республиканские социалистические партии. Сохранилась только одноимённая парламентская группа.
В выборах 1919 года республиканцы-социалисты участвовали вместе с радикал-социалистами и смогли провести в Национальное собрание 26 депутатов, среди которых лишь менее половины были членами прежней парламентской группы. Дело в том, что многие правые республиканцы-социалисты, в частности, Оганьер, Мильеран, Александр Зеваэс, Жак Проло, предпочли баллотироваться от Национального блока.
В июне 1919 года группа активистов предприняла попытку возродить партию без поддержки парламентариев. Конгресс прошёл в Париже, но завершился ничем, собрав всего несколько десятков делегатов.

### 1923—1927: возрождение
Партия была воссоздана на Марсельском конгрессе 14—15 апреля 1923 года. Почётным президентом партии был избран Поль Пенлеве, а генеральным секретарём стал Жорж Этьен. Луи Антерью, Морис Виоллет и Поль Пенлеве оживили партию, которая, таким образом, обрела лицо, близкое к образу 1912 года. Более того, республиканцам-социалистам удалось расширить география своего присутствия. Тем не менее число членов долгое время оставалось меньшим, чем в 1912 году. Численность удалось заметно нарастить только в 1926 году после слияния с Французской социалистической партией, когда партия вновь стала насчитывать 9 000 активистов. Затем она получила название Французская республиканско-социалистической и социалистическая партия (фр. Parti républicain-socialiste et socialiste français). Этому слиянию предшествовало объединение депутатов обеих групп в общую группу в нижней палате депутатов в июне 1924 года.
В 1924 году республиканцы-социалисты вместе с радикал-социалистами и независимыми радикалами образовали коалицию, названной Картель левых. К ней присоединились социалисты и независимые социалисты. Коалиция, в которой доминировали радикалы во главе с Эдуаром Эррио, одержала победу на выборах 1924 года, получив 35,4 % голосов и завоевав в Национальном собрании 287 мест из 581. 44 мандата выиграла Республиканская социалистическая партия.
Крах Картеля привел к разногласиям внутри партии, особенно между должностными лицами, в первую очередь министрами, с одной стороны, и активистами, с другой. Участие партии в правительстве Национального союза во главе с Раймоном Пуанкаре возмутило часть активистов и некоторых депутатов, таких как Жорж Булли и Фредерик Брюне. В то время как подавляющее большинство республиканцев-социалистов, занимавших места в парламенте и правительстве (Бриан, Пенлеве, Антерью, Виоллет, Хеннесси) поддержали Кабинет Национального союза, среди активистов лишь меньшинство приняли их позицию. Противостояние правого и левого крыла привело к расколу партии на Парижском конгрессе 2—4 декабря 1927 года, в результате которого возникла Французская социалистическая партия во главе с Жоржем Этьеном и Анатолем де Монзи и новая Республиканская социалистическая партия во главе с Морисом Виоллеттом. Последняя объединила людей, более склонных к компромиссам и союзам.

### 1927—1934: кризис и развал
После 1927 года параллельно существовали две партии республиканцев-социалистов: Республиканская социалистическая партия Мориса Виоллета и Французская социалистическая партия Жоржа Этьена. Партия Виоллета включила почти всех известных деятелей, оказавшись армией с генералами, но без солдат, в партию Этьена вошли почти исключительно простые активисты, превратив её в армию солдат без генералов. Обе партии не смогли добиться ни популярности, ни реального влияния. Как политическое течение республиканцы-социалисты сохранились только благодаря своей парламентской группе, те есть личностям, близким, но очень независимым друг от друга.
На выборах 1928 года республиканцам-социалистам смогли выиграть лишь 18 мандатов. Следующие выборы, 1932 года, оказались для них удачнее, обе партии получили 28 мест.
Окончательно республиканцы-социалисты исчезли в 1934 году, когда партия Виолеты слилась с неосоциалистами Марсель Деа, исключёнными годом ранее из СФИО, создав Социалистический республиканский союз.

## Руководство
- Жорж Этьен
- Жак Проло[фр.]
- Жорж Бюиссон[фр.]
- Александр Зеваэс